# Осада Пидны
Осада Пидны (317/316—316/315 годы до н. э.) — эпизод Второй войны диадохов.
После того как войска Полиперхона и Олимпиады захватили власть в Македонии, Кассандр, который на тот момент находился на Пелопоннесе, был вынужден начать новый военный поход. Он, несмотря на противодействие со стороны союзников Олимпиады, смог достичь Македонии. На фоне угрожавшей ей опасности Олимпиада вместе со свитой укрылась в прибрежной крепости в Пидне. Современные историки по-разному оценивают такое решение македонской царицы. По одной версии, Олимпиаду застали врасплох, и она была вынуждена укрыться в неподготовленной к длительной осаде крепости. Не исключено, что речь шла об осознанном, хоть и ошибочном, выборе царицы.
Войско Олимпиады было недостаточным для того, чтобы противостоять превосходящим силам Кассандра. Македонская царица надеялась на помощь союзников — регента Македонской империи Полиперхона и царя Эпира, который приходился Олимпиаде племянником, Эакида. Поход Эакида на помощь Олимпиаде был неудачным. Пока один из военачальников Кассандра блокировал проходы в Македонию, в самом Эпире произошло восстание и Эакида свергли. Также, Кассандр смог блокировать войско Полиперхона в Перребии. На этом фоне в самой Пидне начался голод. Олимпиада была вынуждена капитулировать, после чего вскоре была убита по прямому приказу Кассандра.

## Предыстория
После смерти регента Македонской империи Антипатра в 319 году до н. э. новым формальным главой государства стал Полиперхон. Сын Антипатра Кассандр отказался подчиниться и восстал против его власти, что стало началом Второй войны диадохов. После неудачной осады Мегалополя супруга слабоумного царя Филиппа III Арридея Эвридика решила перейти на сторону Кассандра. От имени супруга она отправила письмо Полиперхону, что новым регентом становится Кассандр, которому следует передать управление царской армией. Полиперхон с остатками своего войска отправился в Эпир к Олимпиаде. Из античных источников неясны условия и мотивы Олимпиады при заключении союза с Полиперхоном. Как бы то ни было с эпирским войском Олимпиада вторглась в Македонию. Согласно античной традиции, македонские воины при виде матери и сына Александра Македонского, отказались повиноваться Эвридике и без боя перешли на сторону Олимпиады.
После известия о захвате Македонии Олимпиадой с Полиперхоном Кассандр, который находился с войском на Пелопоннесе, был вынужден начать новый военный поход. Хоть союзные Олимпиаде и Полиперхону этолийцы и перекрыли Фермопильское ущелье, это не помешало войскам Кассандра попасть в Македонию, переплыв на территорию Фессалии. Войско Полиперхона отправилось навстречу Кассандру. Из Фессалии в Македонию было две дороги — через Темпейскую долину и через горные проходы из Перребии в македонскую Пиерию. Полиперхон не имел достаточное количество сил, чтобы перекрыть обе дороги. Кассандр в свою очередь разделил своё войско на несколько частей. Дений смог занять дорогу через Темпейскую долину и отбросить отряды Олимпиады, Каллас — блокировал Полиперхона в Перребии, Кассандр с основным войском через перребские проходы вступил в Македонию. На фоне угрожавшей ей опасности Олимпиада назначила стратегом Аристона с приказом защищать Нижнюю Македонию, а сама укрылась в прибрежной крепости в Пидне. В свите Олимпиады находились её внук Александр с матерью Роксаной, дочь Филиппа II Фессалоника и эпиротская царевна Деидамия, дочери Аттала, а также другие друзья царицы. Войско Олимпиады включало амбракийских всадников, много солдат, «привыкших служить при дворе», а также несколько боевых слонов.
Современные историки по-разному трактуют решение Олимпиады укрыться со свитой в Пидне. По мнению У. Адамса, её застали врасплох и она была вынуждена укрыться в неподготовленной к длительной осаде Пидне. Дж. Хорнблоуэр, напротив, считал выбор Олимпиады осознанным, хоть и ошибочным. По его мнению, Олимпиаде следовало находиться в Пелле с македонским войском.
Среди множества проблем при реконструкции событий периода войн диадохов существует сложность их датировки. Один из главных источников по истории войн диадохов Диодор Сицилийский использовал три античные хронологические системы — от года основания Рима, по афинским архонтам и античным Олимпийским играм. При описании событий, которые последовали за смертью Александра Македонского 11 июня 323 года до н. э., ни он, ни другие авторы не привели точной их датировки. В современной историографии присутствуют три подхода к определению даты того или иного события войн диадохов, которые получили название «высокой» и «низкой» хронологии. Также Э. Ансон выделяет гибридный подход в датировке, который использует элементы «высокой» и «низкой» хронологий. По утверждению Э. Ансона, после исследования Т. Бойи «Between High and Low: A Chronology of the Early Hellenistic Period» в историографии отдают предпочтение «низкой» хронологии. Таким образом начало осады Пидны могут датировать как 317 (или даже зимой 318—317 года до н. э.) так и весной-летом 316 года до н. э., а её завершение — весной 316 или зимой 316/315 года до н. э.

## Осада
Кассандр быстро наладил осаду Пидны с суши и моря. Войско Олимпиады было недостаточным для того, чтобы противостоять превосходящим силам Кассандра. Также в городе не было достаточно провианта, чтобы выдержать длительную осаду. Единственная надежда Олимпиады состояла в помощи извне. Македонская царица могла надеяться на помощь своего племянника царя Эпира Эакида, регента Македонской империи Полиперхона и его сына Александра.
На помощь македонской царице из Эпира выступило войско Эакида. Военачальник Кассандра Атаррий не допустил появления эпиротов в Македонии. Он перекрыл горные проходы и тем самым удержал войско Эакида от дальнейшего продвижения. Во время бездействия в войске эпиротов началось волнение. Эакид отпустил недовольных домой, чем не улучшил, а напротив ухудшил своё положение. Пока Эакид пребывал в бездействии, его подданные взбунтовались и низвергли своего царя. Зачинщиками восстания стали недовольные воины, которых Эакид отпустил домой. После изгнания Эакида эпироты заключили союз с Кассандром, который после этого отправил в Эпир военачальника Ликиска в качестве регента и стратега. Благодаря такому положению дел Олимпиада не только потеряла своего главного союзника, но и те македоняне, которые сомневались в том кого поддержать в войне, перешли на сторону Кассандра.
Войска ещё одного союзника Олимпиады Полиперхона были блокированы военачальником Кассандра Калласом в Перребии. Каллас смог не только сковать силы Полиперхона, но и подкупом убедил перейти на свою сторону большую часть его воинов.
На этом фоне в городе начался голод. По образному выражению Диодора Сицилийского, воин получал в месяц столько провианта, сколько обыкновенно выделяли рабу в течение пяти дней. Лишения были таковыми, что в городе стали возникать случаи людоедства. Также от голода погибли все слоны, которых за неимением другой пищи кормили древесными опилками.
С наступлением весны запах разлагающихся трупов стал ещё более невыносимым. Провианта едва хватало для Олимпиады и её приближённых. На этом фоне войско потребовало сдачи города или увольнения. Часть воинов была отпущена и сдалась Кассандру. Кассандр приветливо принял дезертиров и распределил их по различным гарнизонам. С помощью этих доказательств мягкости своего характера, а также распространению слухов о бедственном положении Олимпиады, Кассандр надеялся склонить македонян на свою сторону, так как часть страны продолжала сохранять верность своей царице. На этом фоне Олимпиада решилась на побег. Согласно Диодору Сицилийскому, в море была спущена пентера, о чём узнал Кассандр, который сумел перехватить корабль. После этого Олимпиада отправила послов для обсуждения условий капитуляции. Ей с трудом удалось выговорить лишь обещание неприкосновенности собственной жизни. Кассандр согласился на это условие, так как осознавал его формальный характер. Полиэн несколько по-иному передаёт историю с кораблём. В его изложении, пентеру к Олимпиаде отправил Полиперхон. Корабль стал на якорь неподалёку от Пидны. Вестник к Олимпиаде был схвачен и приведен к Кассандру. Военачальник приказал захватить корабль, после чего отправил к Олимпиаде перехваченное письмо с печатью Полиперхона. Когда царица вышла из города и не обнаружила пентеру, то решила, что Полиперхон её обманул. Это привело Олимпиаду в отчаяние и она сдала город Кассандру.

## После захвата Пидны Кассандром

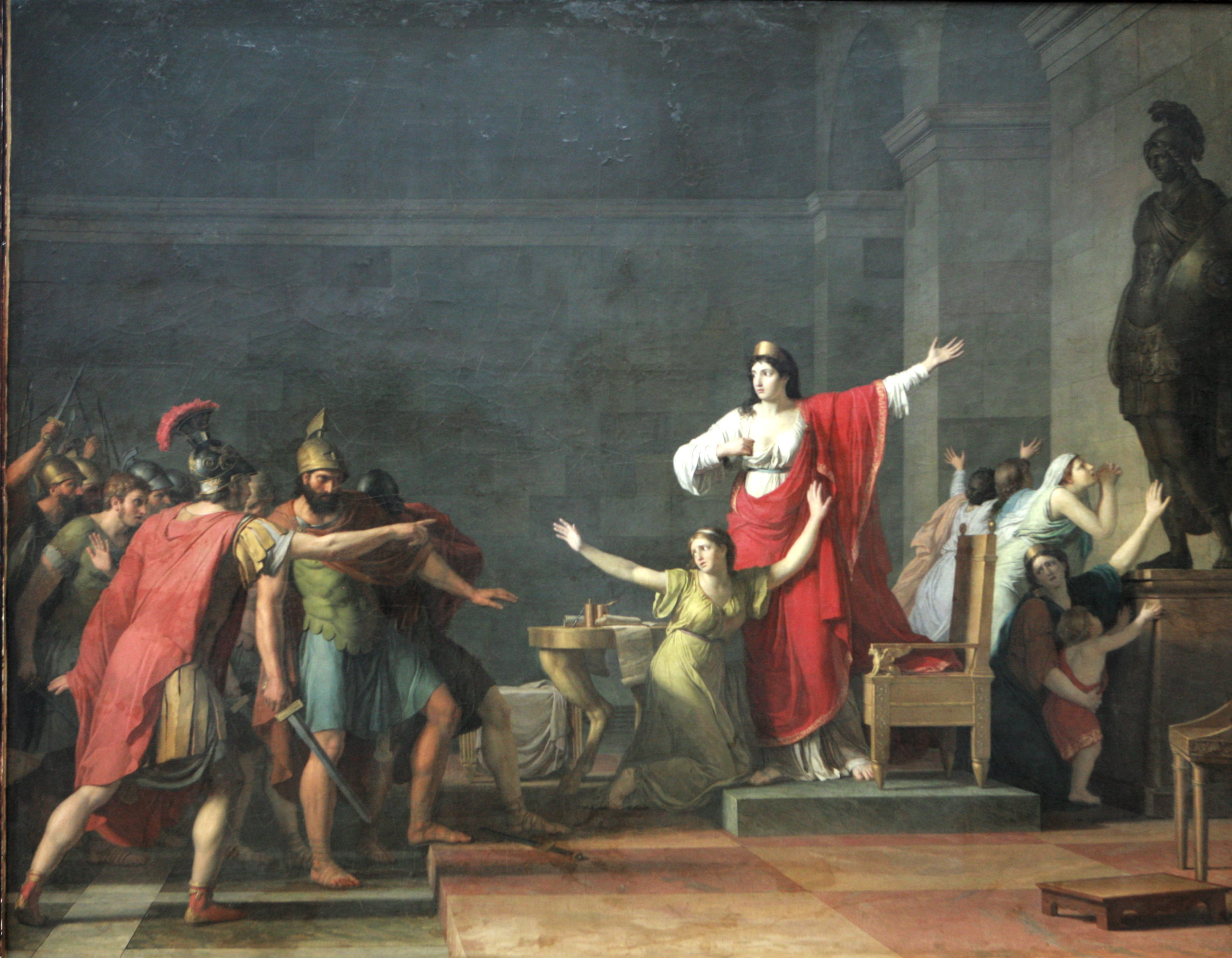
«Кассандр и Олимпиада». Жан-Жозеф Талассон (1745—1809), Художественный музей Бреста, Франция

Сразу после захвата Пидны Кассандр отправил послов к комендантам Пеллы Мониму и Амфиполя Аристону, которые сохраняли верность Олимпиаде, с приказом сдаться. Моним немедленно сложил оружие. Аристон, который незадолго до этого победил военачальника Кассандра Кратева, заявил, что будет защищать дело царя и царицы. Лишь после того как ему доставили письмо Олимпиады с приказом сдать город, он сложил оружие.
Следующим шагом Кассандра стала расправа над Олимпиадой. Он инсценировал созыв народного собрания, которое состояло из кровных врагов Олимпиады. Закономерно на нём царице вынесли смертный приговор. Согласно античной традиции, Кассандр предложил Олимпиаде бежать на корабле в Афины. Новый правитель Македонии намеревался убить Олимпиаду во время бегства, тем самым сняв с себя все обвинения перед македонянами. Однако царица разгадала план Кассандра и ответила, что готова предстать перед судом всех македонян. Тогда Кассандр отправил воинов, чтобы те убили Олимпиаду. Когда они ворвались в дом к царице, Олимпиада, опираясь на двух женщин, вышла к ним навстречу в пурпуре и диадеме. Обычные воины не посмели поднять руку на свою бывшую царицу и мать Александра Македонского. Тогда Кассандр отправил выполнить это поручение родственников казнённых по приказу Олимпиады людей и соответственно её кровных врагов, которые и убили царицу.

### Исследования
- Абакумов А. А. Боевые слоны в истории эллинистического мира (последняя треть IV — II вв. до н. э.). — М.: ООО Издательство «Книга», 2012. — 116 с. — ISBN 978-5-91899-078-0.
- Дройзен И. Г. История эллинизма. — Ростов-на-Дону: Феникс, 1995. — Т. 2. — 544 с. — ISBN 5-85880-079-3.
- Казаров С. С. История царя Пирра Эпирского / Под науч. ред. Ю. Н. Кузьмина, M. М. Холода. — СПб.: Изд-во С.-Петерб. ун-та, 2009. — 521 с. — (Res militaris). — ISBN 978-5-288-04749-7.
- Киляшова К. А. Политическая роль женщин при дворе македонских царей династии Аргеадов. Диссертация на соискание учёной степени кандидата исторических наук / Научный руководитель доктор исторических наук, профессор Э. В. Рунг. — Казань: Казанский (Приволжский) федеральный университет, 2018.
- Шофман А. С. Распад империи Александра Македонского / Печатается по постановлению редакционно-издательского совета Казанского университета. Отв. редактор В. Д. Жигунин. — Казань: Издательство Казанского университета, 1984.
- Anson E. Eumenes of Cardia. A Greek among Macedonians (англ.). — 2nd ed. — Leiden; Boston: Brill, 2015. — (Mnemosyne Supplements, History and Archaeology of Classical Antiquity, vol. 383). — ISBN 978-90-04-29717-3.
- Carney E. D. Olympias. Mother of Alexander the Great (англ.). — New York • London: Routledge, 2006. — 221 p. — (Women of the Ancient World). — ISBN 0-415-33316-4.
- Hammond N. G. L., Griffith G. T., Walbank F. W. A History of Macedonia (англ.). — Oxford: Clarendon Press, 1988. — Vol. III: 336-167 B.C.. — ISBN 0-l9-814814-1.
- Heckel W. Who's Who in the Age of Alexander and his Successors. From Chaironea to Ipsos (338—301 BC) (англ.). — Barnsley: Greenhill Books, 2021. — 554 p. — ISBN 978-1-78438-648-1.